# Фогт, Георг
Георг Фогт (нем. Georg Voigt; 5 апреля 1827, Кёнигсберг — 18 августа 1891, Лейпциг) — немецкий историк. С 1860 года профессор в Ростоке, c 1866 года — в Лейпциге. Впервые признал итальянский Ренессансный гуманизм важной исторической эпохой.
Сын историка Иоганна Фогта.
Широкую известность приобрел благодаря своему лучшему труду «Возрождение классической древности». Эта книга до сих пор является главным сборником фактических сведений, относящихся к деятельности гуманистов в Италии: для внешней истории гуманизма она является основным пособием.

### Труды
- Enea Sylvio de Piccolomini, als Papst Pius II (в 3-х тт.; 1856—1863).
- Die Wiederbelebung des classicshen Alterthums (1859; 1881; 1893); русский перевод Рассадина со 2-го изд. (М., 1884—1885).
- Die Kyffhäusersage (1871).
- Die Geschichtschreibung über den Schmalkaldischen Krieg (1874).
- Moritz von Sachsen (1876).